# Johannes Jacobus Govert Hennequin

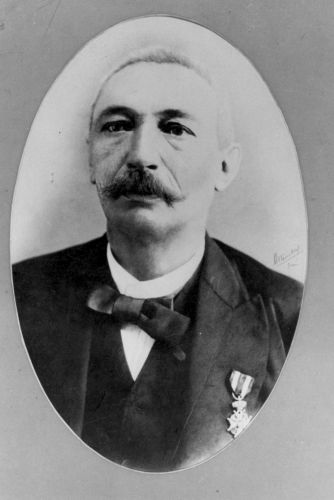
J.J.G. Hennequin

Johannes Jacobus Govert Hennequin (Grave, 27 januari 1831 - Hoogezand, 10 december 1889) was een Nederlands burgemeester.
Hennequin was een zoon van Johan Jacobus Hennequin en Goverdina Roessing van Iterson (1813-1876). Hij was een kleinzoon van generaal-majoor Pieter Hennequin.
Hennequin diende als 1e luitenant en later als kapitein bij de infanterie in Nederlands-Indië. Hij nam onder meer deel aan de expeditie tegen de kampong Saribanoa op het eiland Saparua in april 1859. Hij werd voor zijn aandeel hierin door koning Willem III benoemd tot ridder 4e klasse der Militaire Willems-Orde. Hij trouwde in 1861 in Delft met Margaretha Soutendam. Zij vestigden zich in Nederlands-Indië, waar Hennequin werkzaam was als journalist voor het Bataviaasch Handelsblad en De Indiër. 
In 1878 werd hij benoemd tot burgemeester van Hoogezand. De gemeente had op dat moment nog geen gemeentehuis, de gemeenteraad vergaderde al jaren in een hotel (het tegenwoordige Hotel Faber). Tijdens zijn ambtstermijn werd door de gemeente een voormalig woonhuis van oud-burgemeester Hooites gekocht en verbouwd tot gemeentehuis, het werd in 1887 in gebruik genomen. Hennequin was tot zijn overlijden burgemeester in Hoogezand, hij werd er begraven op de hervormde begraafplaats.